# Жовенел Моиз
Жовенел Моиз (фр. Jovenel Moïse; Тру ду Нор, 26. јун 1968 — Порт о Пренс, 7. јул 2021) био је хаићански политичар, предузетник и бивши, 42. председник Хаитија од 2017. до 2021. године. Убијен је у атентату унутар његове резиденције 7. јула 2021. године.
Мандат Жовенела Моизеа обележила је деградација демократских институција и повећани степен насиља у земљи.